# Егиндыбулакский сельский округ
Егиндыбулакский сельский округ (каз. Егіндібұлақ ауылдық округі) — административно-территориальная единица (сельский округ) в составе Каркаралинского района Карагандинской области. Административный центр и единственный населённый пункт — с. Егиндыбулак.

## Население
Население — 3399 чел (2009; 4165 чел. в 1999, 5538 чел. в 1989).